# شركة الأعمال التطويرية الغذائية
شركة الأعمال التطويرية الغذائية وتعرف اختصارا بـالتطويرية الغذائية، شركة مساهمة عامة سعودية، مدرجة في السوق المالية السعودية.

## النشاط
إقامة وتشغيل المطاعم والمقاهي وصيانة مراكز التدريب والتعليم واستيراد وتصدير وخدمات التغذية في المواد الغذائية وخدمات الإعاشة المطهية وغير المطهية.

## تاريخ
تأسست شركة الأعمال التطويرية الغذائية كشركة ذات مسؤولية محدودة برأس مال (100,000) ريال، بتاريخ 28-06-2010م (14-07-1431هـ) تحت اسم «شركة قوت لتطوير الأغذية والمطاعم». في 17-09-2013م (11-11-1434هـ) غيير مسمى الشركة إلى «شركة الأعمال التطويرية الغذائية». في 25-10-2016م (24-01-1438هـ) حولت إلى شركة مساهمة مقفلة بعد أن رفع رأس مال الشركة إلى (12,500,000) ريال. في 26-10-2016م (25-01-1438هـ) تم إعتماد تسجيل الشركة كشركة مساهمة بموجب القرار الوزاري رقم (ق/19).
أُدرجت الشركة في فبراير 2017، في السوق السعودي الموازي. في 23 نوفمبر 2021، أعلنت تداول السعودية عن إدراج وبدء تداول أسهم شركة الأعمال التطويرية الغذائية في السوق الرئيسية بالرمز (6013)، وفي قطاع (السلع الاستهلاكية الكمالية/ الخدمات الاستهلاكية)، بعدما تمر رفع رأس مال الشركة إلى 30 مليون ريال، وبعدد أسهم 3 ملايين سهم.

## وصلات خارجية
- الموقع الرسمي لشركة الأعمال التطويرية الغذائية

لم يتم العثور على روابط لمواقع التواصل الاجتماعي.